# Kotýřina
Kotýřina, lidově také Kotejřina, původně Chotýřina nebo Choteřina, či Chotýřiny (německy Koterschin), je vesnice, část obce Kovářov v okrese Písek v Jihočeském kraji. Leží mezi Vescem a Přílepovem.

## Název
Antonín Profous odvozuje původní název vsi od tehdejšího názvu místního potoka, který tehdy zněl Chotýřina.

## Historie
První písemná zmínka o vesnici pochází z roku 1291. První známý majitel obce byl soudce Budil, který byl uveden jako Budilow de Chotirzini. Byla to osada s tvrzí, která byla postavena mezi dvěma rybníky.
Roku 1324 daroval Svojše z Koteřína dvorec synovi své sestry a jeho dědicům. Roku 1362 se jednalo o Předbora z Choteřiny. Dále jsou zmínky o jeho synovi Brunovi a to roku 1365. Všichni používali přídomek z Choteřiny. Jejich rod měl obec s tvrzí ve vlastnictví až do počátku 15. století.
Roku 1474 koupil tuto ves zvíkovský purkrabí Smil Hodějovský z Hodějova. Rok poté zemřel. Dědictví po něm se ujal jeho nejstarší syn Rous, který se vrátil zpět do Čech. Bojoval proti uherskému králi Matyášovi. Byl zapřisáhlým katolíkem a tvrdě potíral víru pod obojí. Kvůli tomu měl spoustu nepřátel. Jeho nejoblíbenějším úslovím bylo: Jak sladko jest na trávníku život složiti. To, co se mu nepodařilo jako válečníku v bitvách, se mu podařilo doma v klidu. Jednou, když šel za svým lidem, byl přepaden neznámými spiklenci a zabit. Stalo se to roku 1502. Jeho nejstarší syn Jan byl velice mlád, měl určeného poručníka, jeho bratra.
Prvorozený syn pana Smila Jan starší Hodějovský z Hodějova, který se vrátil ze zahraničních studií na svou rodnou tvrz byl dalším významným majitelem. Vlastnil ji od roku 1519 do roku 1541, kdy ji prodal Dorotě ze Smolova, protože měl neshody se zvíkovským purkrabím. Jan Hodějovský byl štědrým mecenášem latinsky i česky píšících českých spisovatelů a básníků. Byli častými hosty na jeho tvrzi. Někteří z nich pak psali za své jméno přídomek „z Choteřiny“ – Matouš Collinus z Chotěřiny, Jan Šentygar z Chotěřiny nebo Vít Traján z Chotěřiny. Roku 1938 byla na objektu statku, který byl postavený na místě bývalé tvrze v obci, odhalena pamětní deska tomuto velikánovi. Na pamětní desce byl tento nápis: Zde na tvrzi Chotěřínské se narodil slavný humanista Jan Hodějovský z Hodějova (1496–1566), místosudí království Českého a později pán na Řepici, štědrý podporovatel humanistického básnictví. Věnovali rodáci z kovářovského okolí r. 1938. 
Roku 1584 byla ves prodána Švamberkům a byla připojena k orlickému panství až do zrušení roboty v roce 1848.
Roku 1910 žilo v Kotýřině 180 obyvatel ve 20 popisných číslech. V roce 1930 zde bylo evidováno 21 domů a 108 obyvatel.

## Obyvatelstvo
| Rok            | 1869 | 1880 | 1890 | 1900 | 1910 | 1921 | 1930 | 1950 | 1961 | 1970 | 1980 | 1991 | 2001 | 2011 | 2021 |
| -------------- | ---- | ---- | ---- | ---- | ---- | ---- | ---- | ---- | ---- | ---- | ---- | ---- | ---- | ---- | ---- |
| Počet obyvatel | 185  | 168  | 175  | 168  | 147  | 122  | 108  | 86   | 85   | 55   | 38   | 24   | 15   | 20   | 22   |
| Počet domů     | 19   | 19   | 20   | 21   | 21   | 21   | 21   | 24   | 17   | 15   | 14   | 11   | 21   | 22   | 21   |

## Obecní správa
Při sčítání lidu v letech 1850–1879 Kotýřina byla osadou obce Sobědraž v okrese Milevsko. V letech 1880–1929 byla osadou obce Přílepov v okrese Milevsko. V letech 1930–1963 byla osadou obce Vesec v okrese Milevsko. V letech 1964–1990 byla osadou obce Kostelec nad Vltavou v okrese Písek. Od 22. března 1990 je částí obce Kovářov v okrese Písek.

## Pamětihodnosti
- Kaple svatého Jana Nepomuckého je na návsi, u silnice vedoucí do Přílepova. Je z roku 1906, o rok později byl do ní zakoupen zvonek. Byla postavena na soukromém majetku malíře Josefa Kotašky, který později tuto kapli vymaloval bočními nástěnnými malbami. Do vyřezávaného oltáře je vsazený obraz svatého Jana Nepomuckého z roku 1907.[10]
- Pamětní deska Janu Hodějovskému je umístěna v průčelí usedlosti, která stojí na místě bývalé tvrze.
- Kolmanův kříž je kamenný a nachází se u silnice do vesnice. Zmínky o tomto kříži jsou ve svatební smlouvě z roku 1839, kde je poznámka, že budoucí majitelé jsou povinni přispívat na údržbu tohoto kříže.[11]
- Bartoňův (Pánkův) kříž se nachází v poli poblíž vsi. Postavila jej rodina Josefa Bartoně z Kotýřiny na jeho počest. Padl v první světové válce.[12]
- Kaple v Kroupově mlýně je z roku 1969 a nachází se v zahradě mlýna Kroupov.[13]
- Pauknerův kříž je u dnes již zrušené cesty z Kotýřiny do Přílepova. Je na počest padlého syna poručíka Jana Pauknera v první světové válce. Postavit jej nechala jeho rodina a umístila jeho podobenku na kříž.[14]

## Galerie

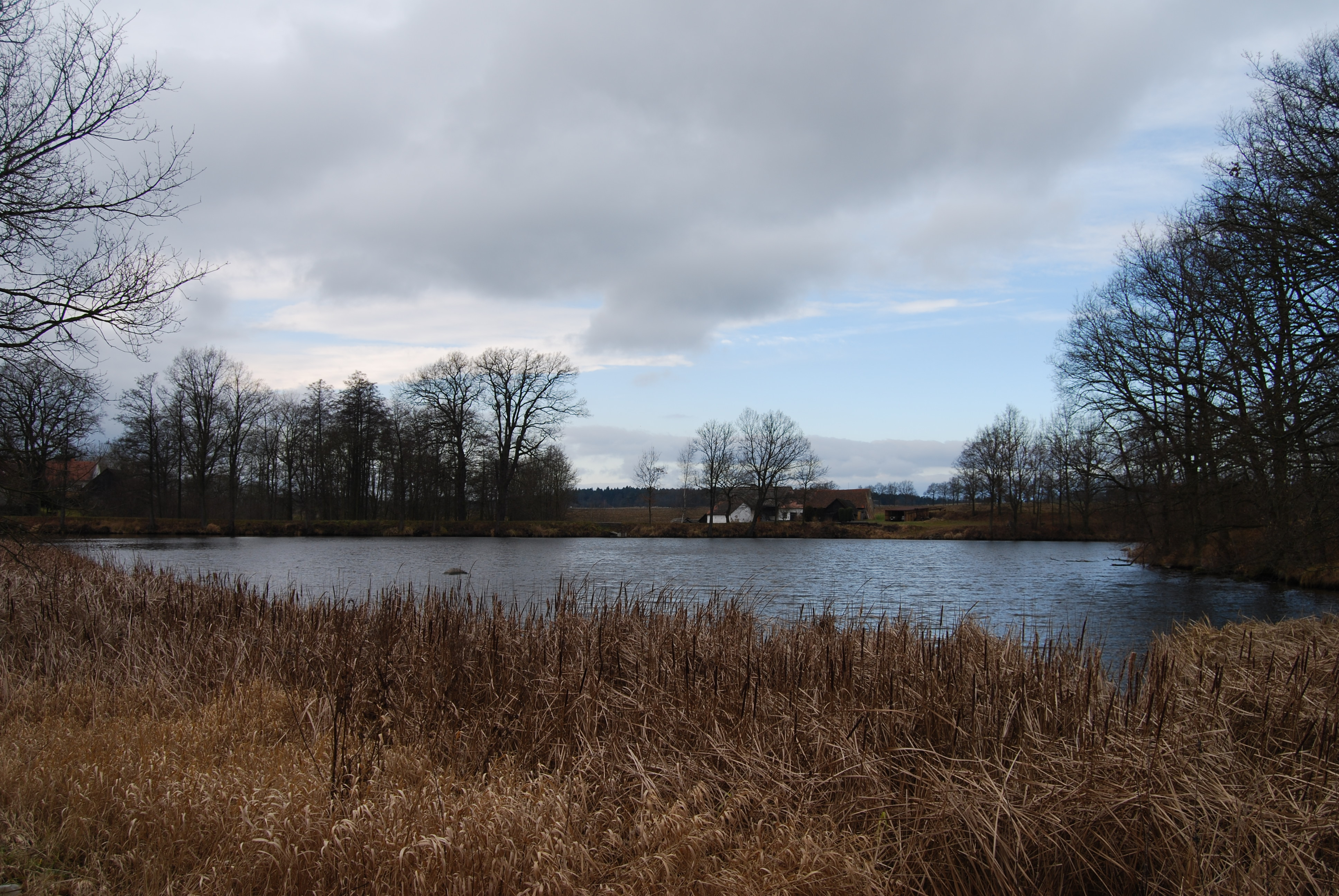
Kotýřinský rybník
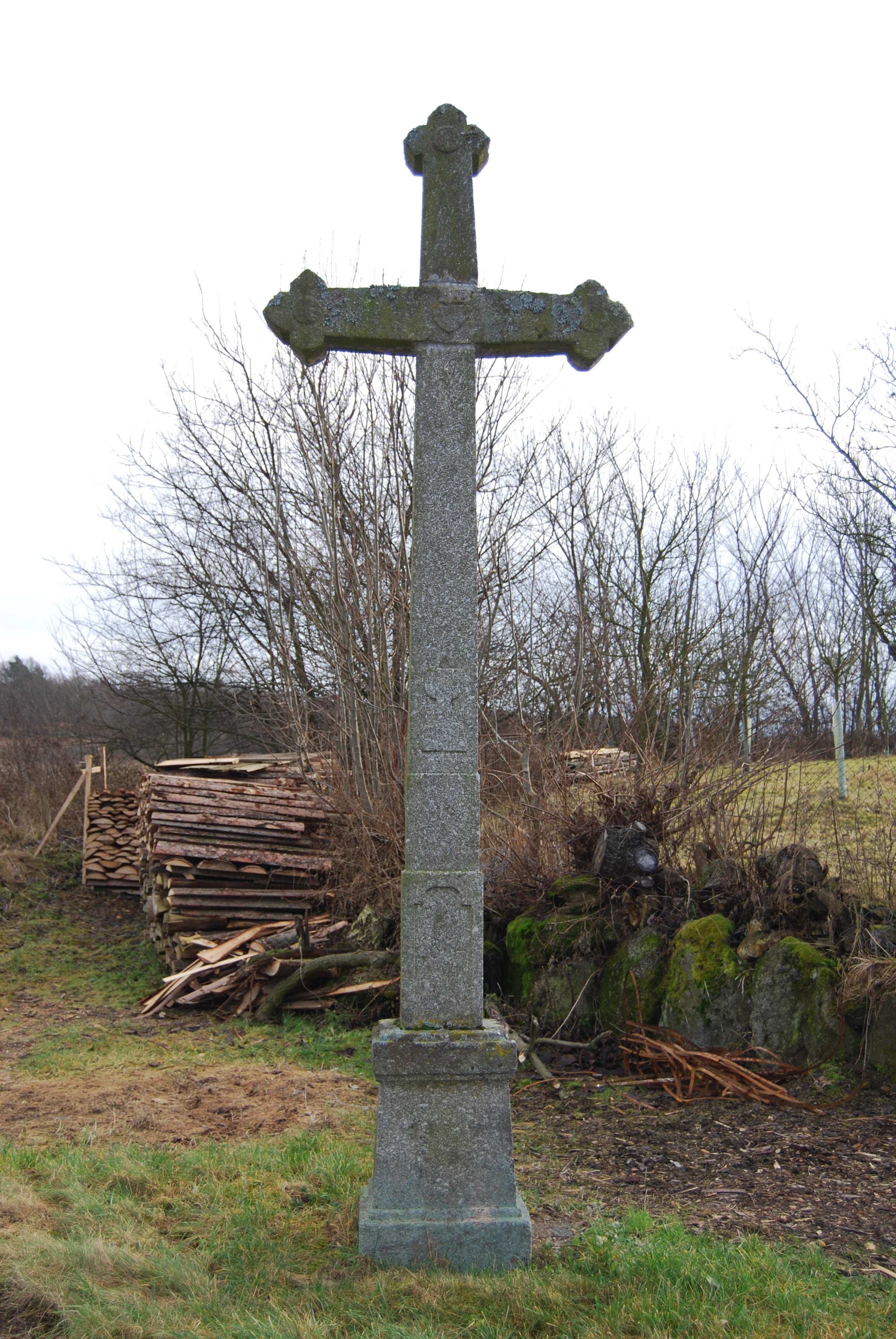
Kolmanův kříž před vsí
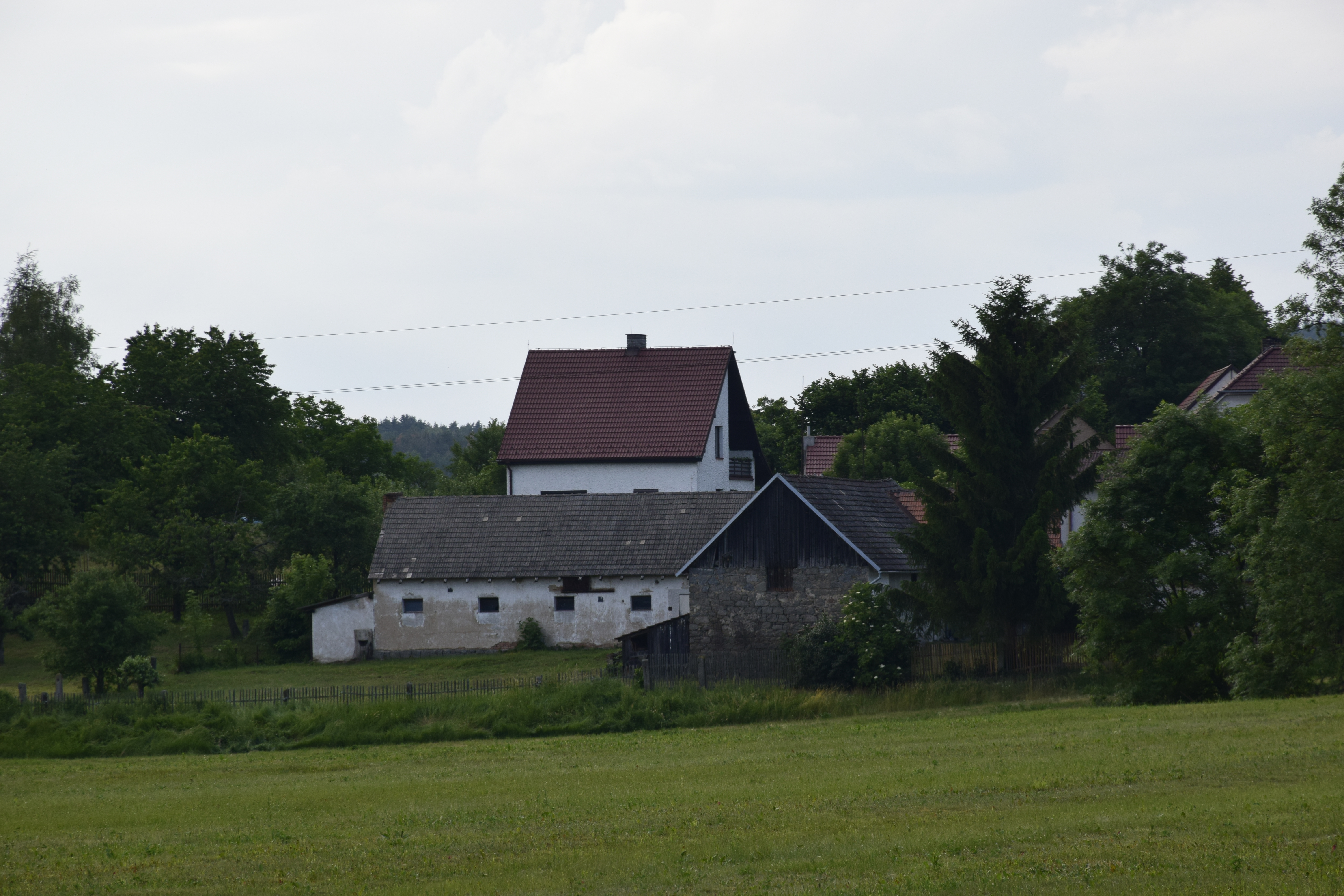
Domy
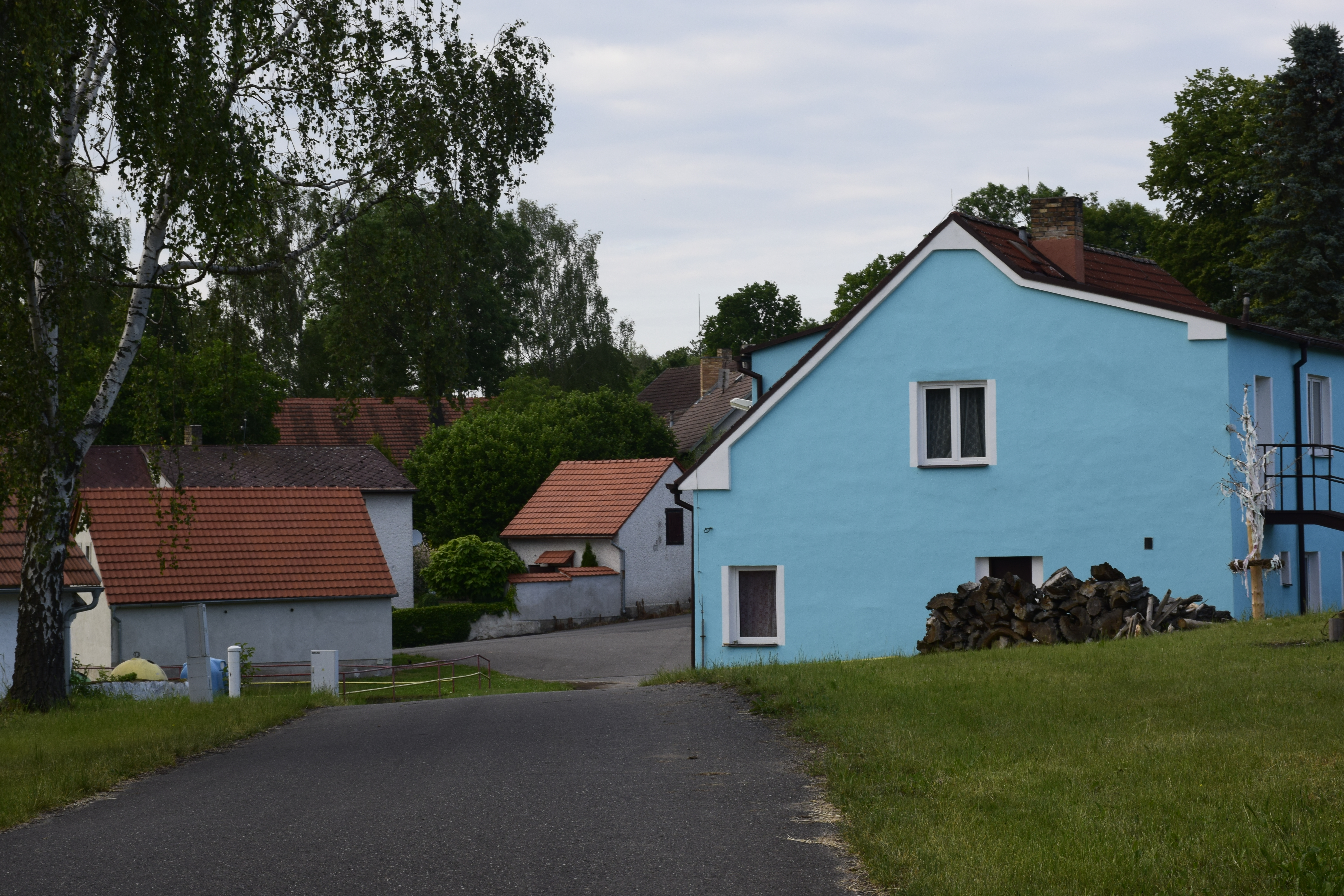
Domy u cesty
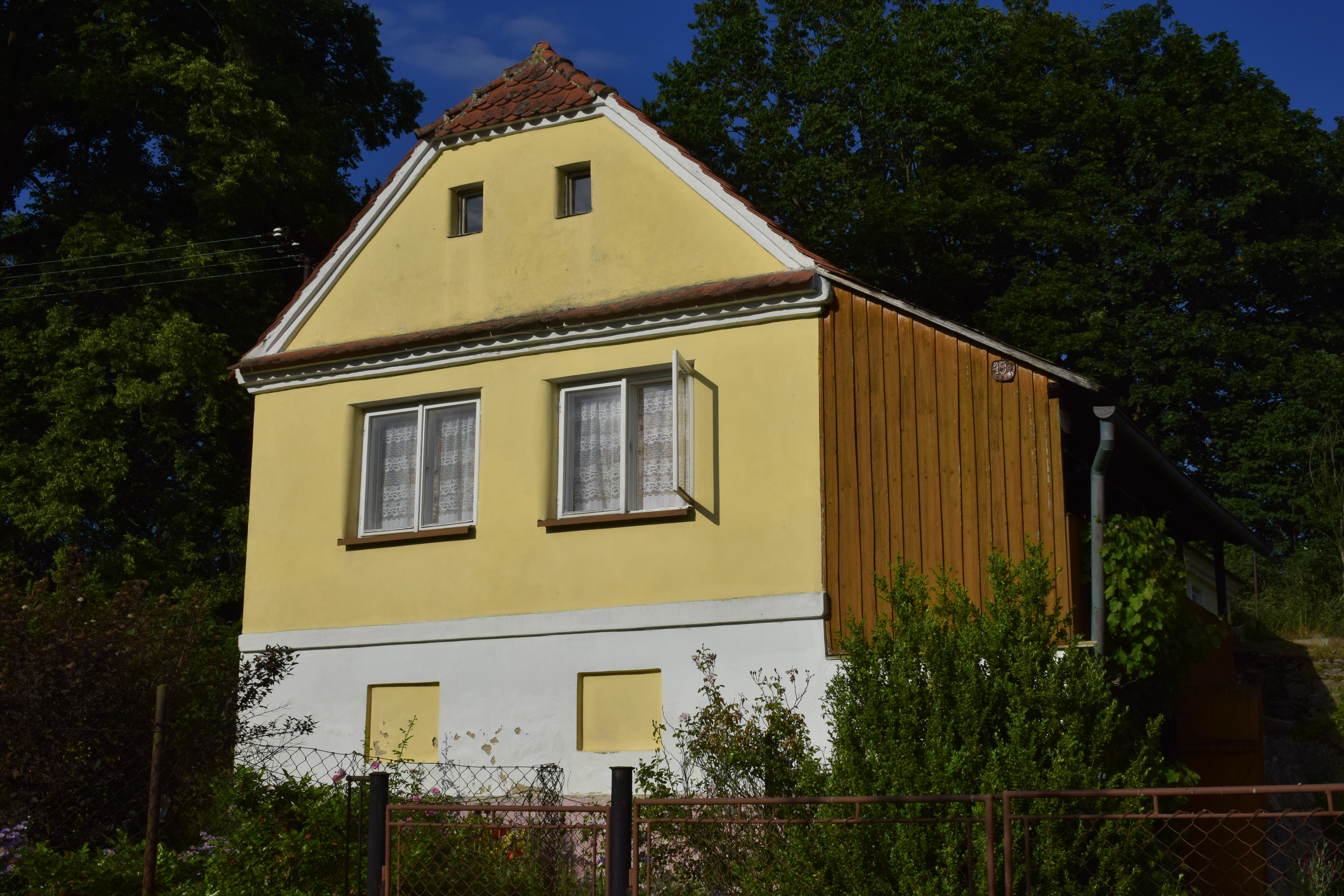
Žlutý dům